# François Auguste de La Cour de Balleroy
Pour les articles homonymes, voir La Cour.
François Auguste de La Cour, chevalier de Balleroy, né le 2 février 1726 à Paris, mort guillotiné le 23 mars 1794 à Paris, est un aristocrate et général de brigade français.

## Biographie
Fils de Jacques-Claude-Augustin de La Cour (20 janvier 1694–20 février 1773), seigneur de Manneville, deuxième marquis de Balleroy, colonel de dragons, réformé en 1714, lieutenant des gardes du corps de la compagnie écossaise en 1728, gouverneur de Louis-Philippe, duc de Chartres, puis duc d’Orléans, en janvier 1736, son premier écuyer et lieutenant général des armées. Sa mère, Marie-Élisabeth Gouyon de Matignon, est la fille de Charles Auguste de Goyon de Matignon, maréchal de France (1647-1729).
Aide-major général d’infanterie, il devient major général de l’armée de 1759 à 1774, et il exerce cette fonction principalement en Bretagne et en Alsace. Il est nommé brigadier d’infanterie le 22 janvier 1769, et il est promu maréchal de camp le 1er mars 1780.
Il est fait chevalier de Saint-Louis en 1757, et commandeur de l’ordre le 25 août 1779.
Arrêté le 10 octobre 1793, il est condamné à mort le 23 mars 1794, par le tribunal révolutionnaire de Paris, et il est guillotiné le jour même, avec son frère Charles Auguste.

## Famille
- Frère jumeau du contre amiral Jean-François de La Cour de Balleroy (1726-1802).
- Frère du lieutenant-général Charles Auguste de La Cour de Balleroy (1721-1794).

### Sources
- Pierre Jullien de Courcelles, Dictionnaire historique et biographique des généraux français : depuis le onzième siècle jusqu'en 1822, Tome 5, l’Auteur, 1822, 452 p. (lire en ligne), p. 39.
- Abbé J Bidot, Histoire de Balleroy et des environs, imprimerie d’Elie et fils, Saint-Lo, 1860.
- Nicolas Viton de Saint Allais, L'ordre de Malte: ses grands maîtres et ses chevaliers, imprimerie Panckoucke, Paris, 1839, 369 p., p. 271
- Alex Mazas, Histoire de l'ordre royal et Militaire de Saint-Louis depuis son institution, jusqu'en 1830, Tome 1, Firmin Didot frère, Paris, 1860, p. 446.